# Gemma Abrié
Gemma Abrié Regué (Barcelona, 3 de novembre de 1984) és una cantant, compositora i contrabaixista catalana.

## Trajectòria
Comença a treballar la veu a l'Escola Pentagrama Congrés de Barcelona, de la mà de la cantant Núria Tomàs. L'any 2007 inicia estudis musicals a l'Escola Superior de Música de Catalunya (ESMUC), on es graduaria el 2012. Des de llavors ha realitzat diversos projectes en solitari o en grup. Destaquen SoloBasSing, Gemma Abrié & Josep Traver duet, JazzCàntic amb el pianista Manel Camp, Bestiari amb The New Catalan Ensemble, i la proposta multidisciplinària Blues in the dark amb la pintora Bianca Nguema, actuant en nombroses sales de Catalunya, Espanya, França, Alemanya i Països Baixos. Des de 2013 treballa com a professora a l'Escola Municipal de Música de l'Hospitalet - Centre de les Arts.
Ha col·laborat amb músics de renom com Emmanuel Djob, Ignasi Terraza i Munir Hossn, entre d'altres. A nivell estilístic ha treballat en projectes que van del jazz al gospel, la música jamaicana o el soul, tot i que els darrers anys s'apropa a sonoritats mediterrànies.

## Discografia
- A Tribute To Ella Fitzgerald (Temps Record, 2007)
- Wondering... (Temps Record, 2010)
- Double BasSing (Audiovisuals de Sarrià, 2014), amb Miquel Àngel Cordero
- Els fruits saborosos (Temps Record, 2014), sobre l'obra de Josep Carner, amb la Vicens Martín Dream Big Band.
- Amalgama (Temps Record, 2016), inclou repertori original produït per Munir Hossn[4]

## Premis i reconeixements
- Premi Enderrock 2014 Millor Nova Proposta de Jazz, amb Vicens Martín Dream Big Band and Gemma Abrié, Els Fruits Saborosos
- Premi Enderrock 2014 Millor Directe de Jazz, amb Vicens Martín Dream Big Band & Gemma Abrié, Els Fruits Saborosos[2]